# R.C. Pro-Am (jeu vidéo)
 (août 2015).
R.C. Pro-Am est un jeu vidéo de course de voiture en vue aérienne isométrique. Il a été développé par Rare Ltd. et édité par Nintendo et Rare. Il est sorti en Amérique du Nord sur NES en février 1988, suivi de l'Europe le 15 avril 1988. Le jeu a aussi été porté sur Mega Drive par Tradewest en 1992 sous une version améliorée intitulée Championship Pro-Am.

## Système de jeu
Le joueur contrôle une voiture télécommandée sur 24 circuits. Le but du jeu est de se qualifier dans les 3 première positions sur quatre pour chaque course afin de continuer le championnat.
Les protagonistes peuvent utiliser des armes telles que des missiles et des bombes pour neutraliser leurs adversaires en course. Le pilote peut collecter des pièces mécaniques pour améliorer ses performances, ainsi que des lettres bonus « N » « I » « N » « T » « E » « N » « D » « O » sur la piste pour de nouveaux véhicules. De manière inexpliquée, le compétiteur à la voiture jaune utilise parfois un turbo qui le propulse en tête de course s'il n'est pas arrêté à temps.
Le jeu est considéré comme l'une des sources d'inspiration pour le jeu Mario Kart.

## Portage

### Championship Pro-Am
Championship Pro-Am est une adaptation de R.C. Pro-Am, sorti en 1992 sur Mega Drive. Il s'agit de l'un des deux jeux à avoir été développé par Rare sur Mega Drive, il a été édité par Tradewest.

## Sources et liens externes
- (en) « R.C. Pro-Am », PC PowerPlay, no 5,‎ mai 1988, p. 90.
- (en) « R.C. Pro-Am », Computer and Video Games, no 81,‎ juillet 1988, p. 109.
- (en) « Retrodiary: 1 April – 28 April », Retro Gamer, no 88,‎ avril 2011, p. 17 (ISSN 1742-3155).
- (en) « A Remote Chance of Winning: R.C. Pro-Am », The Games Machine, no 14,‎ janvier 1989, p. 33.
- (en) « Game music of the day: R.C. Pro-Am », sur GamesRadar+, 21 septembre 2010.
- (en) John Davison, « 25 Years of Rar », sur gamepro.com, 2 juin 2010 (version du 2 décembre 2011 sur Internet Archive).